# Lutas nos Jogos Olímpicos de Verão de 2024 - Livre até 76 kg feminino
A categoria livre até 76 kg feminino das lutas nos Jogos Olímpicos de Verão de 2024 foi realizada no Grand Palais Éphémère em Paris, França, em 10 e 11 de agosto de 2024. Um total de 16 lutadoras, cada uma representando um Comitê Olímpico Nacional (CON), participaram do evento.

## Qualificação
Dezesseis vagas de cota estavam disponíveis, com cada CON restrito a no máximo uma vaga. Foram atribuídas cinco vagas no Campeonato Mundial de Luta de 2023, entre 16 e 24 de setembro em Belgrado, na Sérvia. As finalistas de cada categoria nos quatro torneios de qualificação continentais (Ásia, Europa, Américas e o combinado África e Oceania) também receberam vagas de cota. O restante das vagas foi alocado no Torneio de Qualificação Olímpica de 2024, oferecendo um mínimo de três cotas.

## Calendário
Horário local (UTC+2)
| Data                 | Horário | Fase                |
| -------------------- | ------- | ------------------- |
| 10 de agosto de 2024 | 11:00   | Fases eliminatórias |
| 10 de agosto de 2024 | 18:15   | Semifinais          |
| 11 de agosto de 2024 | 11:00   | Repescagem          |
| 11 de agosto de 2024 | 19:30   | Finais              |

## Medalhistas
| Ouro   | JPN Yuka Kagami                         |
| Prata  | USA Kennedy Blades                      |
| Bronze | CUB Milaimys Marín COL Tatiana Rentería |

## Resultados
A competição foi realizada em dois dias até a definição dos medalhistas:
Legenda
- F — Vitória por queda.
- WO — Vitória por w.o.

### Chave principal
|  | Oitavas de final           | Oitavas de final           | Oitavas de final |  |  | Quartas de final           | Quartas de final           | Quartas de final   |   |                       | Semifinais            | Semifinais         | Semifinais |  |  | Final | Final | Final |
|  |                            |                            |                  |  |  |                            |                            |                    |   |                       |                       |                    |            |  |  |       |       |       |
|  | KGZ Aiperi Medet Kyzy      | KGZ Aiperi Medet Kyzy      | 4                |  |  |                            |                            |                    |   |                       |                       |                    |            |  |  |       |       |       |
|  | CHN Wang Juan              | CHN Wang Juan              | 1                |  |  | KGZ Aiperi Medet Kyzy      | KGZ Aiperi Medet Kyzy      | 1                  |   |                       |                       |                    |            |  |  |       |       |       |
|  | IND Reetika Hooda          | IND Reetika Hooda          | 12               |  |  | IND Reetika Hooda          | IND Reetika Hooda          | 1                  |   |                       |                       |                    |            |  |  |       |       |       |
|  | HUN Bernadett Nagy         | HUN Bernadett Nagy         | 2                |  |  |                            |                            |                    |   | KGZ Aiperi Medet Kyzy | KGZ Aiperi Medet Kyzy | 6                  |            |  |  |       |       |       |
|  | CUB Milaimys Marín         | CUB Milaimys Marín         | 7                |  |  |                            | USA Kennedy Blades         | USA Kennedy Blades | 8 |                       |                       |                    |            |  |  |       |       |       |
|  | BUL Yuliana Yaneva         | BUL Yuliana Yaneva         | 1                |  |  | CUB Milaimys Marín         | CUB Milaimys Marín         | 3                  |   |                       |                       |                    |            |  |  |       |       |       |
|  | USA Kennedy Blades         | USA Kennedy Blades         | 11               |  |  | USA Kennedy Blades         | USA Kennedy Blades         | 4                  |   |                       |                       |                    |            |  |  |       |       |       |
|  | ROU Cătălina Axente        | ROU Cătălina Axente        | 0                |  |  |                            |                            |                    |   |                       | USA Kennedy Blades    | USA Kennedy Blades | 1          |  |  |       |       |       |
|  | COL Tatiana Rentería       | COL Tatiana Rentería       | 8                |  |  |                            | JPN Yuka Kagami            | JPN Yuka Kagami    | 3 |                       |                       |                    |            |  |  |       |       |       |
|  | TUN Zaineb Sghaier         | TUN Zaineb Sghaier         | 4                |  |  | COL Tatiana Rentería       | COL Tatiana Rentería       | 6                  |   |                       |                       |                    |            |  |  |       |       |       |
|  | MGL Enkh-Amaryn Davaanasan | MGL Enkh-Amaryn Davaanasan | 5                |  |  | MGL Enkh-Amaryn Davaanasan | MGL Enkh-Amaryn Davaanasan | 3                  |   |                       |                       |                    |            |  |  |       |       |       |
|  | NGR Hannah Rueben          | NGR Hannah Rueben          | 2                |  |  |                            |                            |                    |   | COL Tatiana Rentería  | COL Tatiana Rentería  | 2                  |            |  |  |       |       |       |
|  | CAN Justina Di Stasio      | CAN Justina Di Stasio      | 2                |  |  |                            | JPN Yuka Kagami            | JPN Yuka Kagami    | 4 |                       |                       |                    |            |  |  |       |       |       |
|  | TUR Yasemin Adar Yiğit     | TUR Yasemin Adar Yiğit     | 8                |  |  | TUR Yasemin Adar Yiğit     | TUR Yasemin Adar Yiğit     | 0                  |   |                       |                       |                    |            |  |  |       |       |       |
|  | ECU Génesis Reasco         | ECU Génesis Reasco         | 0                |  |  | JPN Yuka Kagami            | JPN Yuka Kagami            | 3                  |   |                       |                       |                    |            |  |  |       |       |       |
|  | JPN Yuka Kagami            | JPN Yuka Kagami            | 2                |  |  |                            |                            |                    |   |                       |                       |                    |            |  |  |       |       |       |

### Repescagem
|  | Repescagem             | Repescagem             | Repescagem |  | Disputa pelo bronze   | Disputa pelo bronze   | Disputa pelo bronze |  |  |  |  |
|  |                        |                        |            |  |                       |                       |                     |  |  |  |  |
|  | ROU Cătălina Axente    | ROU Cătălina Axente    |            |  | CUB Milaimys Marín    | CUB Milaimys Marín    | 6                   |  |  |  |  |
|  | CUB Milaimys Marín     | CUB Milaimys Marín     | WO         |  | KGZ Aiperi Medet Kyzy | KGZ Aiperi Medet Kyzy | 0                   |  |  |  |  |
|  |                        |                        |            |  |                       |                       |                     |  |  |  |  |
|  | ECU Génesis Reasco     | ECU Génesis Reasco     | 3          |  | ECU Génesis Reasco    | ECU Génesis Reasco    | 1                   |  |  |  |  |
|  | TUR Yasemin Adar Yiğit | TUR Yasemin Adar Yiğit | 1          |  | COL Tatiana Rentería  | COL Tatiana Rentería  | 2                   |  |  |  |  |